# Red Lake (Chukuni River)
Der Red Lake (englisch für „Roter See“) ist ein See im Kenora District im Westen der kanadischen Provinz Ontario.

## Lage
Der Red Lake hat eine Fläche von 163 km² und weist eine maximale Tiefe von 46 m auf. Der Red Lake wird vom Chukuni River in östlicher Richtung durchflossen und zum nahegelegenen See Gullrock Lake entwässert. Die Kleinstadt Red Lake liegt am südöstlichen Seeufer. 

## Seefauna
Im Red Lake werden folgende Fischarten gefangen: Glasaugenbarsch, Kanadischer Zander, Forellenbarsch, Schwarzbarsch, Hecht, Muskellunge, Amerikanischer Flussbarsch, Sonnenbarsche, Amerikanischer Seesaibling und Heringsmaräne. Der Fang des See-Störs ist ganzjährig verboten.